# Melanolophia venatia
Melanolophia venatia là một loài bướm đêm trong họ Geometridae.